# دهستان خانمیرزا
دهستان خانمیرزا، یکی از دهستان‌های بخش مرکزی شهرستان خانمیرزا در استان چهارمحال و بختیاری ایران است. مرکز این دهستان، شهر آلونی است.

## جمعیت
بر پایه سرشماری عمومی نفوس و مسکن در سال ۱۳۹۵، جمعیت دهستان خانمیرزا برابر با ۲۰٬۳۳۷ نفر بوده‌است.